# Lilla Abborrtjärnen (Skinnskattebergs socken, Västmanland)
Lilla Abborrtjärnen är en sjö i Skinnskattebergs kommun i Västmanland och ingår i Norrströms huvudavrinningsområde.